# Qilianblauwstaart
De qilianblauwstaart (Tarsiger albocoeruleus) is een zangvogel uit de familie Muscicapidae (vliegenvangers). Eerder werd deze vogel beschouwd als een ondersoort van de blauwstaart (T. cyanurus).

## Verspreiding en leefgebied
Deze soort broedt in noordelijk-centraal China en trekt na de broedtijd naar Myanmar en het noorden van Thailand.